# Ștefăneștii de Jos
Ștefăneștii de Jos is een gemeente in het Roemeense district Ilfov en ligt in de regio Muntenië in het zuidoosten van Roemenië. De gemeente telt 4049 inwoners (2005).

## Geografie
De oppervlakte van Ștefăneștii de Jos bedraagt 29 km², de bevolkingsdichtheid is 140 inwoners per km².
De gemeente bestaat uit de volgende dorpen: Ștefăneștii de Jos, Ștefăneștii de Sus, Crețuleasca.

## Politiek
De burgemeester van Ștefăneștii de Jos is Anghel Rababoc (PSD).

## Geschiedenis
In 1669 werd Ștefăneștii de Jos officieel erkend.